# Mönchhof (Austria)
Mönchhof (węg. Barátudvar) – gmina uzdrowiskowa w Austrii, w kraju związkowym Burgenland, w powiecie Neusiedl am See. 1 stycznia 2014 liczyła 2,29 tys. mieszkańców.